# Nhạc đồng quê
Nhạc đồng quê là một thể loại nhạc pha trộn truyền thống được tìm thấy phổ biến ở Mỹ và Canada. Nguồn gốc của nhạc đồng quê hiện nay là nhạc dân ca truyền thống của người da trắng, nhạc của người Celt, nhạc blues, nhạc Phúc âm và nhiều nhạc cổ khác. Nó phát triển nhanh từ giai đoạn thập niên 1920.
Thể loại nhạc đồng quê trở nên phổ biến từ những năm 1940s khi mà thể loại hillbilly music (Hillbilly là tên gọi trước của nhạc đồng quê) trước đó đã bị coi thường. Nhạc đồng quê được chấp nhận rộng rãi vào những năm 1970, trong khi các nước phương Tây đã từ chối sử dụng nó từ thời điểm đó, ngoại trừ ở United Kingdom và Ireland, nơi mà nó vẫn thường được sử dụng.
Tuy nhiên, một sự pha trộn khác của các nhóm dân tộc ở tây nam Hoa Kỳ tạo ra thứ âm nhạc mà trở thành một thể loại nhạc đồng quê. Thể loại nhạc đồng quê được dùng hiện nay mô tả nhiều kiểu và nhiều tiểu thể loại.
Nhạc đồng quê đã sản sinh ra hai trong số các ca sĩ hát solo thành công nhất mọi thời đại. Elvis Presley, "The Hillbilly Cat" thường hay hát trong chương trình radio Louisiana Hayride, và ông đã tạo ra dòng nhạc rock and roll từ đây. Với 129.5 triệu album được bán, Presley là nghệ sĩ solo hàng đầu có số lượng album bán chạy nhất trong lịch sử nước Mỹ. Tiếp theo là nhạc sĩ Garth Brooks, với 128 triệu album bán ra, là nghệ sĩ có số lượng album bán chạy thứ hai.
Trong khi doanh số bán album của hầu hết các thể loại âm nhạc đã giảm từ khoảng năm 2005, thì đây là thời điểm tốt nhất của nhạc đồng quê trong năm 2006, trong sáu tháng đầu năm, doanh thu của album nhạc đồng quê tại Mỹ tăng 17,7 phần trăm đến 36 triệu USD. Hơn nữa, lượng người nghe nhạc đồng quê trên toàn quốc vẫn duy trì ổn định cho gần một thập niên, đạt đến 77.3 triệu người lớn mỗi tuần, theo cơ quan phát thanh-xếp hạng Arbitron, Inc.
- Nhạc cụ: Ghi-ta, Ghi-ta Hawaii, Dobro, Harmonica, Bass, Trống, Mandolin, Banjo, Vĩ cầm...
- Thể loại con: Bluegrass, Close Harmony, Country Folk, Honky Tonk, Jug Band, neotraditional Country, Outlaw Country, Texas Country...
- Thể loại liên quan: Alternative Country, Country Rock, Country Rap, Country Pop...

## Buổi đầu lịch sử
Những người nhập cư đến các tỉnh ven biển và phía nam dãy Appalachian thuộc Bắc Mỹ đã đưa âm nhạc và các nhạc cụ từ thế giới cổ đại theo họ gần 300 năm. Họ mang theo một số vật có giá trị quan trọng nhất với họ, hầu hết chúng là nhạc cụ" người Scotland trong những ngày đầu định cư rất thích vĩ cầm bởi vì nó có thể chơi ra những âm thanh thật buồn và thê lương hoặc trong sáng và hoạt bát." Trong khi đó người Irish có vĩ cầm, đàn dây hình thang xuất phát từ Đức, đàn măng-đô-lin của Ý, đàn ghi-ta của Tây Ban Nha, và đàn banjo của người Tây phi là những loại đàn được phổ biến nhất. Sự tương tác giữa các nghệ sĩ từ những nhóm dân tộc khác nhau sản xuất nhạc duy nhất cho vùng Bắc Mỹ. Loại dây đàn ở miền Đông Bắc Mỹ vào đầu thế kỷ 20 thường chủ yếu là vĩ cầm, ghi-ta, và đàn banjo. Những loại âm nhạc ra sớm cùng với những loại âm nhạc thu âm thời đầu thập niên thường được nhắc đến là những loại nhạc xưa theo thời gian.

Theo Bill Malone nhạc đồng quê ở U.S.A, được "giới thiệu tới thế giới như là một hiện tượng phía Nam." Ở miền Nam, âm nhạc dân gian là sự kết hợp của các nền văn hóa, sự kết hợp âm nhạc truyền thống của những dân tộc khác nhau trong khu vực. Ví dụ, một vài nhạc cụ từ Anglo-British and Irish immigrants là nền tảng của âm nhạc dân gian và nhạc ballads, hình thức được coi là nhạc xưa cũ, không phát triển. Nó bị coi là âm nhạc dân gian của British và Irish ảnh hưởng tới sự phát triển của âm nhạc xưa cũ, những người Anh và Irish đến Nam Mỹ bao gồm dân nhập cư từ Scotland, Wales, Ireland, và Anh.
Thông thường, khi nhiều người nghĩ hoặc nghe nhạc đồng quê, họ nghĩ về nó như là một sáng tạo của châu Âu-Mỹ. Tuy nhiên, rất nhiều phong cách và tất nhiên, banjo, một công cụ quan trọng trong các bài hát dân gian sớm nhất người Mỹ đến từ người Mỹ gốc Phi. Một trong những nguyên nhân nhạc đồng quê được tạo bởi người Mỹ gốc phi, cũng như người Âu-Mỹ, là vì người da trắng và da đen ở trong các miền nông thôn phía nam thường làm việc và chơi với nhau.

Trong suốt thế kỷ 19, một vài nhóm người nhập cư từ châu Âu, đặc biệt là từ Ireland, Đức, Tây Ban Nha, và Ý đã chuyển đến Texas. Các nhóm này tương tác với người Mexico và người Mỹ bản xứ, và cộng đồng Mỹ đã được thành lập tại Texas. Kết quả là Texas đã phát triển những đặc điểm văn hóa độc đáo được bắt nguồn từ văn hóa của tất cả các cộng đồng thành lập.

## Những năm 1920
Những buổi biểu diễn địa phương từ Atlanta và Fort Worth đã được phát trên đài phát thanh vào năm 1922. Cùng với những buổi biểu diễn địa phương, chương trình Barn-dance trở nên phổ biến trên các đài phát thanh. Một số công ty thu âm tại Gruzia quay lưng lại với các nghệ sĩ đầu như Fiddlin 'John Carson, trong khi những người khác nhận ra rằng âm nhạc của ông hoàn toàn phù hợp với lối sống của những người lao động ở các quốc gia nông nghiệp. Bản ghi thương mại đầu tiên được coi như nhạc đồng quê là "Sallie Gooden" ghi bởi AC fiddlist (Eck) Robertson năm 1922 cho Victor. Hãng ghi Columbia bắt đầu phát hành những bản ghi với âm nhạc hillbilly (loạt 15000D "Old Familiar Tunes") vào đầu 1924.

Một năm trước đó vào ngày 14 tháng 6 năm 1923, Fiddlin 'John Carson ghi "Little Log Cabin in Lane" cho Okeh Records. Vernon Dalhart là ca sĩ hát nhạc đồng quê đầu tiên có thành công trên toàn quốc trong tháng 5 năm 1924 với "Wreck of the Old '97". Mặt trái của bản ghi là "Lonesome Road Blues" trở nên rất phổ biến. Vào tháng 4 năm 1924, "Aunt" của Samantha Bumgarner và Eva Davis đã trở thành các nhạc sĩ nữ đầu tiên để ghi lại và phát hành các bài hát nhạc đồng quê.
Rất nhiều nhạc sĩ "hillbilly", như là Cliff Carlisle, thu âm những bài hát "blues" trong suốt thập kỉ [20] và trong những năm 30s. Những nghệ sĩ quan trọng khác là Riley Puckett, Don Richardson, Fiddlin' John Carson, Uncle Dave Macon, Al Hopkins, Ernest V. Stoneman, Charlie Poole và the North Carolina Ramblers và The Skillet Lickers cũng đã có bản thu sớm. Các tay ghi-ta thép nhập vào nhạc đồng quê sớm đầu năm 1922, khi Jimmie Tarlton gặp tay ghi-ta Hawaii nổi tiếng Frank Ferera trên bờ biển phía Tây.

## Những tên tuổi lớn gắn liền với dòng nhạc này
- Jimmie Rodgers được xem là ông tổ của dòng nhạc này với gia đình Caters là những người tiên phong đặt nền móng vào khoảng năm 1927.
- Vernon Dalhart là ngôi sao lớn đầu tiên của dòng nhạc và cũng là người phổ biến dòng nhạc ra bên ngoài vào cuối những năm 1920.
- Gene Autry là người tạo ra sức ảnh hưởng của dòng nhạc với bên ngoài vào những năm 1930.
- Bod Wills là người tạo ra trường phái riêng cho dòng nhạc vào những năm 1930.
- Patsy Montana là ngôi sao nữ đầu tiên của dòng nhạc vào những năm 1930.
- Roy Acuff và Ernest Tubb đã thành lập ban nhạc chơi đàn dây đầu tiên của dòng nhạc vào những năm 1930.
- Bill Monroe là cha đẻ của loại nhạc Bluegrass vào những năm 1940.
- Lester Flatt là nghệ sĩ chơi đàn Banjo Earl Scruggs vào những năm 1940.
- Hank Williams là người trình diễn theo dạng Honky-tonk từ sau 1945.
- Jim Reeves là ca sĩ tiên phong hát theo phong cách Nashville vào những năm 1950.
- Gram Parsons là người khởi xướng Country rock vào cuối những năm 1960.
- Những tên tuổi khác: Johnny Cash, Kenny Rogers, Dolly Parton, Marty Robbins, Nat King Cole, Patsy Cline, Loretta Lynn, Trace Adkins, Randy Travis, Taylor Swift, Kacey Musgraves...

## Sau này
- Hank Ray là cha đẻ của Deathcountry vào cuối những năm 90.
- Shania Twain là nữ ca sĩ nhạc đồng quê thành công nhất.
- Kitty Wells, Ricky Skagg, Randy Travis, George Strait, Alan Jackson, Willie Nelson
- Carrie Underwood
- Miranda Lambert
- Brad Paisley
- Lady Antebellum
- Scotty McCreery
- Blake Shelton
- Luke Bryan
- Brantley Gilbert
- Brothers Osborne
- Brett Young
- Hunter Hayes
- Jerrod Niemann
- Eric Church
- David Nail
- Jon Pardi
- Kacey Musgraves
- Brandy Clark
- Cole Swindell
- Jason Aldean
- Taylor Swift